# Aminobenzoesäuren
Die Aminobenzoesäuren bilden in der Chemie eine Stoffgruppe, die sich sowohl von der Benzoesäure als auch vom Anilin ableitet. 

## Vertreter
Die Struktur besteht aus einem Benzolring mit angefügter Carboxy- (–COOH) und Aminogruppe (–NH2) als Substituenten. Durch deren unterschiedliche Anordnung (ortho, meta oder para) ergeben sich drei Konstitutionsisomere. Die 2-Aminobenzoesäure ist unter ihrem Trivialnamen Anthranilsäure bekannt.
| Gefahrensymbol |

| Gefahrensymbol |

| Gefahrensymbol |

## Eigenschaften
Zur Stoffgruppe der Aminobenzoesäuren gehören:
- 2-Aminobenzoesäure (ortho-Aminobenzoesäure), auch bekannt als Anthranilsäure
- 3-Aminobenzoesäure (meta-Aminobenzoesäure)
- 4-Aminobenzoesäure (para-Aminobenzoesäure), auch bekannt als PABA

Im Vergleich zu aliphatischen Aminocarbonsäuren liegen die Aminobenzoesäuren in wässriger Lösung zu deutlich geringerem Anteil als Zwitterionen (H3N+-R-COO−) vor, da die Basizität der Aminogruppe am Phenylring verringert ist.
Bestimmte Lokalanästhetika sind Ester der Aminobenzoesäure.